# Omocestus tibetanus
Omocestus tibetanus är en insektsart som beskrevs av Boris Petrovich Uvarov 1939. Omocestus tibetanus ingår i släktet Omocestus och familjen gräshoppor. Inga underarter finns listade i Catalogue of Life.